# Perceuse
 (juillet 2012).
Si vous disposez d'ouvrages ou d'articles de référence ou si vous connaissez des sites web de qualité traitant du thème abordé ici, merci de compléter l'article en donnant les références utiles à sa vérifiabilité et en les liant à la section « Notes et références ».
Une perceuse ou  foreuse est un outil qui sert à percer  des trous dans différents matériaux à l'aide de forets. Les perceuses modernes sont l'aboutissement de plusieurs siècles de technologie. Les vilebrequins sont apparus dans les ateliers de menuisiers et chez les charpentiers vers le XVe siècle. Les perceuses manuelles à engrenage datent du XIXe siècle, et c'est vers la fin du XIXe siècle que sont apparues les premières perceuses électriques.

## Types de perceuses

### Perceuse manuelle

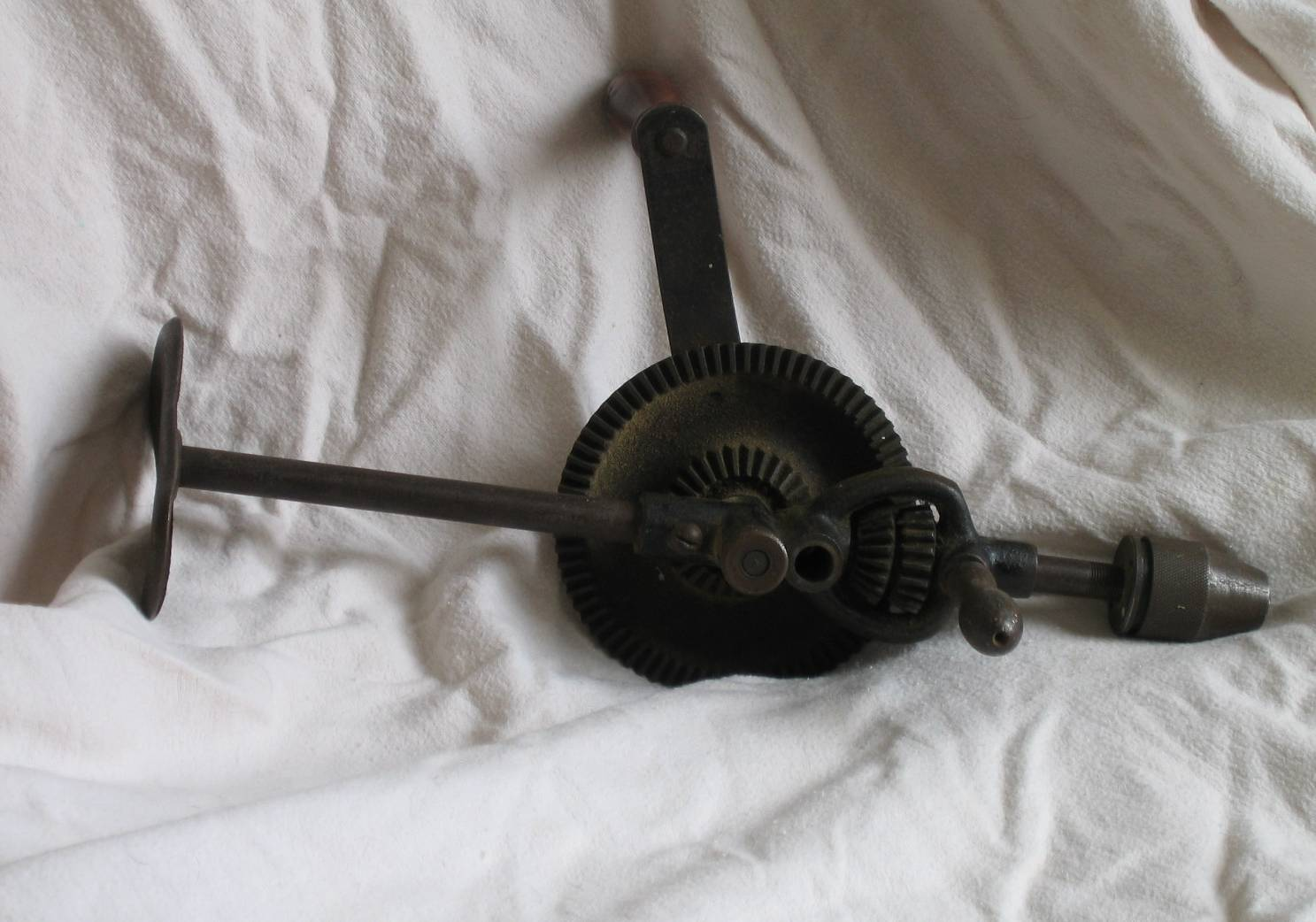
Perceuse manuelle ou chignole.

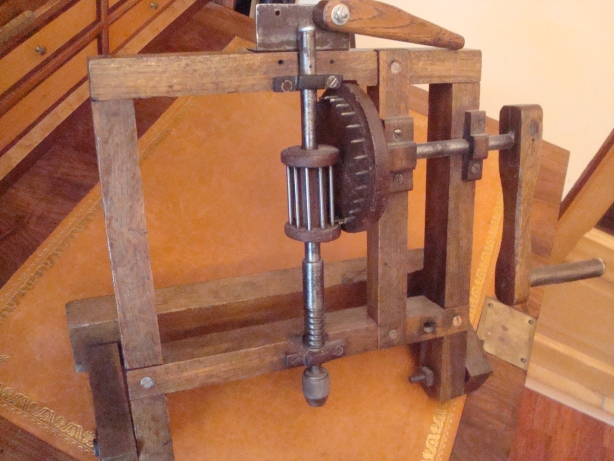
Perceuse artisanale.

Il s'agit d'une perceuse munie d'un mandrin classique pour le serrage des mèches, mais dont la force motrice est fournie par une manivelle, et un engrenage de renvoi d'angle. Les perceuses manuelles ont souvent deux vitesses, en réalité deux démultiplications différentes. On ne doit pas les confondre avec d'autres outils de perçage manuels tel le vilebrequin ou la tarière. La perceuse manuelle est communément appelée chignole à manivelle.

### Perceuse sans fil

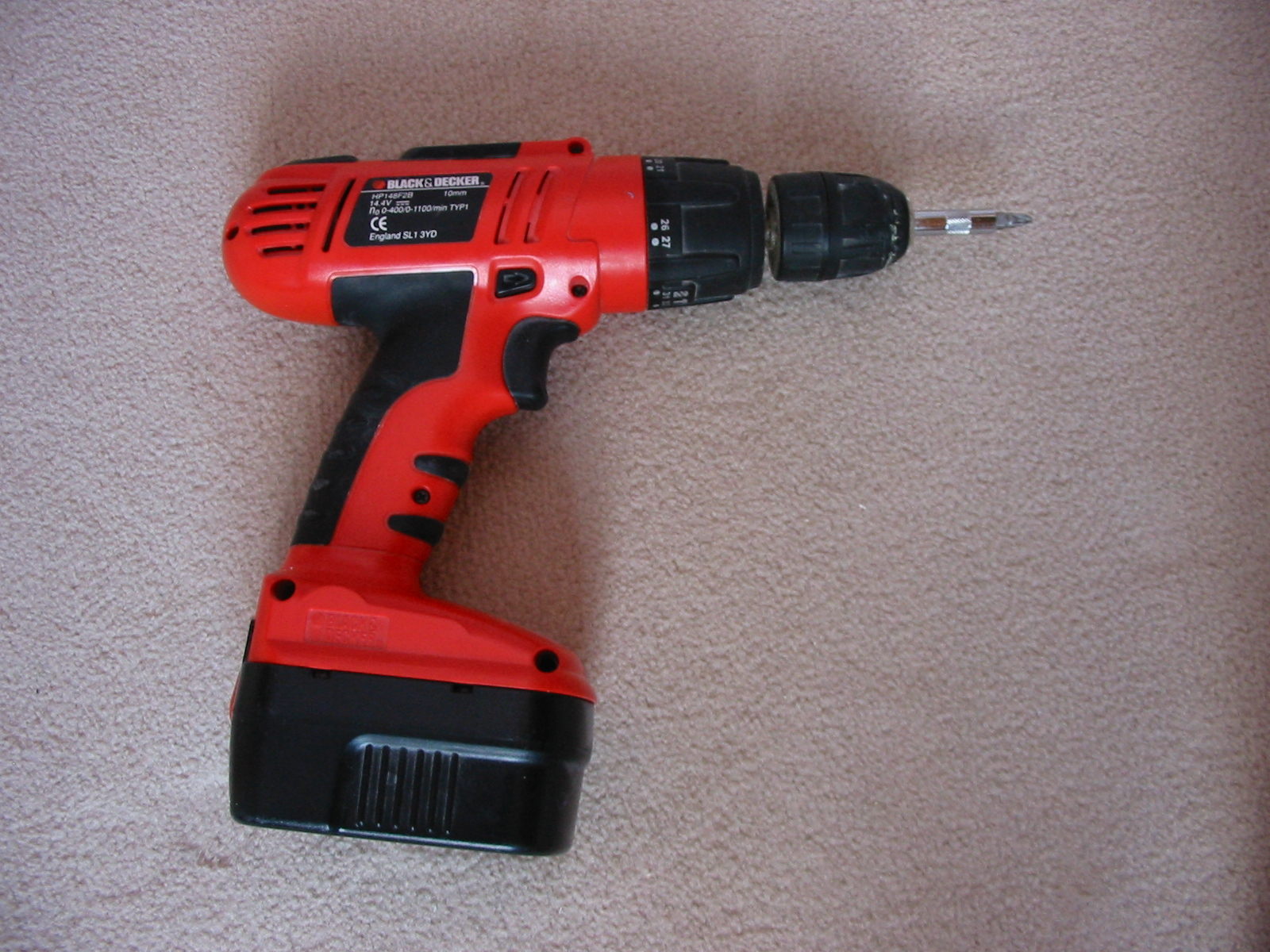
Perceuse visseuse/dévisseuse.

La perceuse sans fil est un outil équipé d'un moteur électrique fonctionnant sur une batterie, elle sert à percer des trous dans différentes matières. Sa puissance est moindre qu'une perceuse filaire, mais son utilité (en cas d'absence de courant) et sa maniabilité (pas de fil à traîner derrière soi) en font un outil indispensable. Les batteries amovibles se rechargent sur un socle spécifique, comprenant un transformateur électrique, et un coupe circuit thermique de sécurité.

### Perceuse à percussion
Une perceuse à percussion est équipée d'un mandrin dit « classique » qu'il soit à clé ou auto-serrant, sa fonction première de perceuse est accompagnée d'une fonction percussion afin de percer des matériaux durs tels que la brique ou le béton. Néanmoins pour des matériaux encore plus durs ou une utilisation plus intense il vaut mieux privilégier l'utilisation d'un perforateur.

### Perforateur
Le perforateur est un outil qui allie les qualités d'une perceuse et celles d'une perceuse à percussion. Les perforateurs sont apparus sur le marché dans le courant des années 1980.
Le perforateur est un outil polyvalent qui possède un sélecteur de fonction : perçage simple, perçage avec percussion, percussion seule (permet les travaux de burinage). Ce type d'appareil utilise un porte-foret (ou mandrin) et des mèches au standard SDS (Special Direct System) Plus. On les caractérise par l'énergie d'impact exprimée en joules et la vitesse de rotation exprimée en tours par minute.

### Perceuse sur colonne

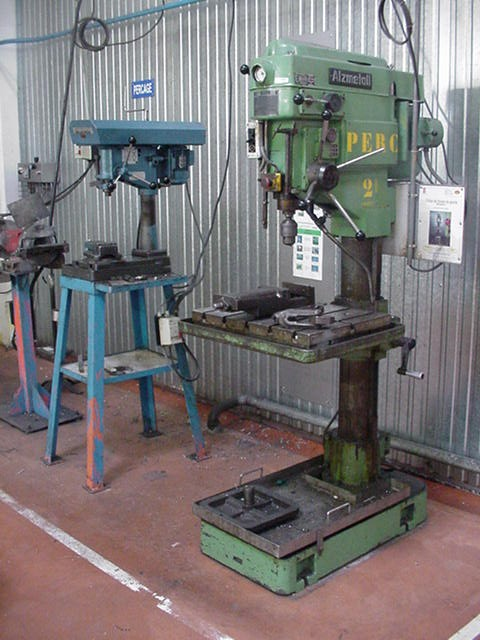
Perceuses à colonne.

Le moteur électrique, de quelques centaines de watts, fait tourner une broche par l'intermédiaire d'une boîte de vitesses (souvent à courroies). Un mandrin ordinaire ou des forets  à queue conique (cône Morse)  peuvent être fixés à l'extrémité de cette broche qui peut coulisser verticalement lorsque l'opérateur manœuvre un volant, un levier ou par le moteur.
La pièce à percer est maintenue fermement dans un étau fixé lui-même sur la table. La pièce peut être bridée directement sur la petite table ou sur le socle grâce aux glissières ou aux boutonnières.
La petite table coulisse et pivote le long de la colonne supportant le moteur. Par le pivotement de la petite table on permet de libérer l'espace pour  fixer de grandes pièces sur le socle. Elle peut également tourner sur elle-même ce qui permet de forer une série de trous tracés sur une circonférence.
Une latte graduée est fixée sur la broche ce qui permet de mesurer la profondeur du trou surtout si celui-ci est borgne. La latte permet également de mesurer la profondeur d'un fraisage, d'un chambrage, d'un lamage. Des butées peuvent être fixées sur la latte ce qui permet de réaliser des opérations identiques. Dans le cas où la descente se fait par l'intermédiaire d'un moteur la vitesse de descente est plus petite que celles de remontée.
La vitesse de la broche dépend du diamètre, de la nature des outils de coupe et de la nature de la lubrification et de la nature de la matière à travailler. Certaines perceuses possèdent un circuit fermé de lubrification mû par une pompe. 
Une perceuse à colonne a plusieurs avantages comme le présente ce site comparatif, mais surtout elle permet de réaliser un perçage de précision, tout en conservant une vitesse constante. C'est un outil assez stable qui a une grande précision de perçage. De même, il est simple à utiliser et ne nécessite aucune compétence particulière. Côté sécurité, toutes les mesures sont prises afin que son utilisateur ne soit exposé à un danger quelconque avec généralement un interrupteur coup de poing et un écran de protection placé devant la broche. Certains modèles récents sont même équipés d'un laser, permettant de mesurer la profondeur de perçage, en voici quelques exemples.

### Perceuse radiale

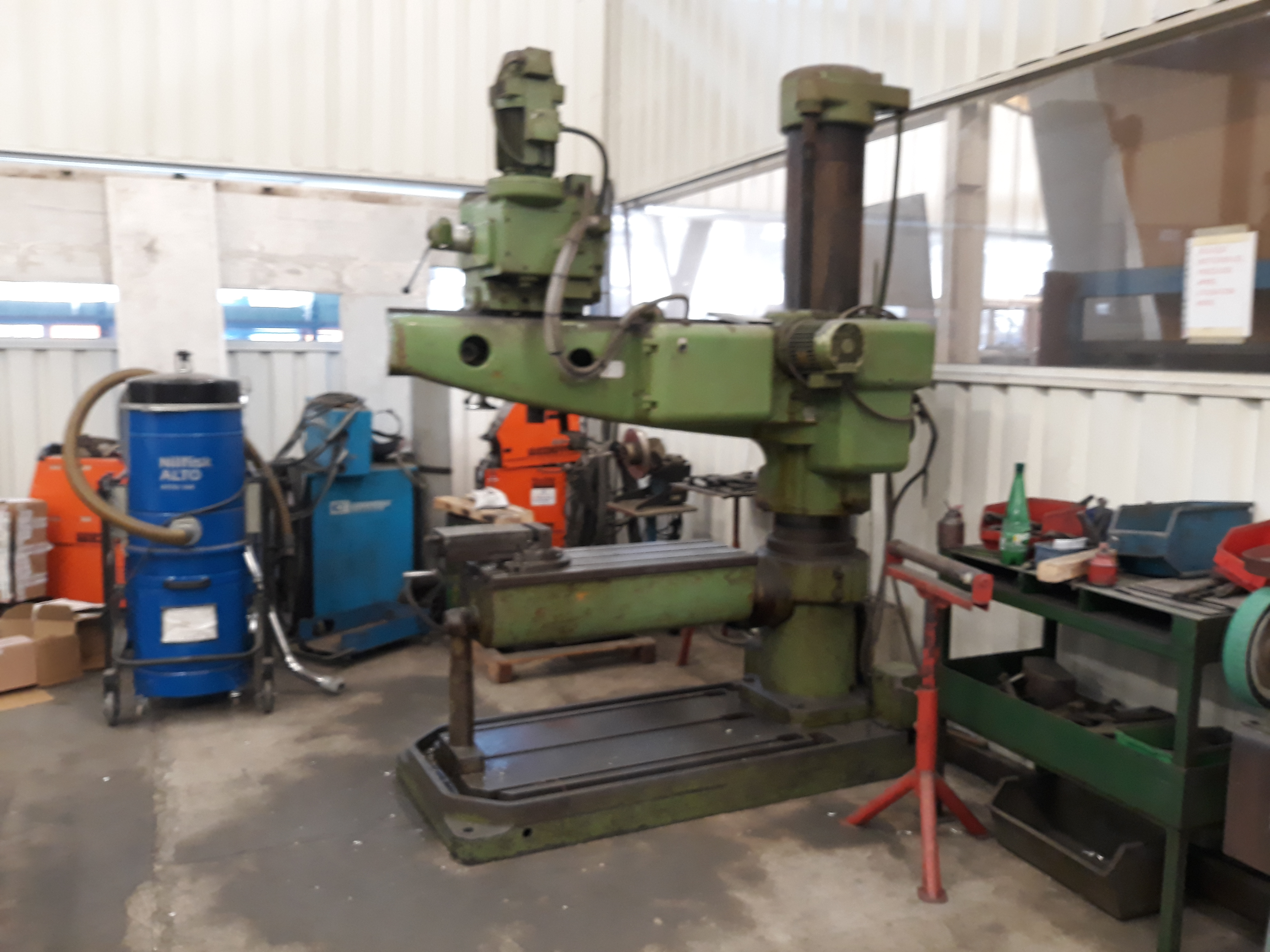
Perceuse radiale avec table pivotante.

C'est une machine-outil semblable à une perceuse à colonne mais dont la broche est montée sur un chariot coulissant le long d'un bras pouvant pivoter avec la colonne comme axe.
Elle peut être munie d'une tête ou d'une table inclinable permettant de percer selon des axes non verticaux. 
Sur ce type de machine peuvent être réalisés également des lamages et des alésages. Pour les nombreuses opérations nécessitant une grande précision des trous se trouvant dans des positions plus variées on lui préfère l'aléseuse ou l'aléseuse-fraiseuse.

### Perceuse magnétique

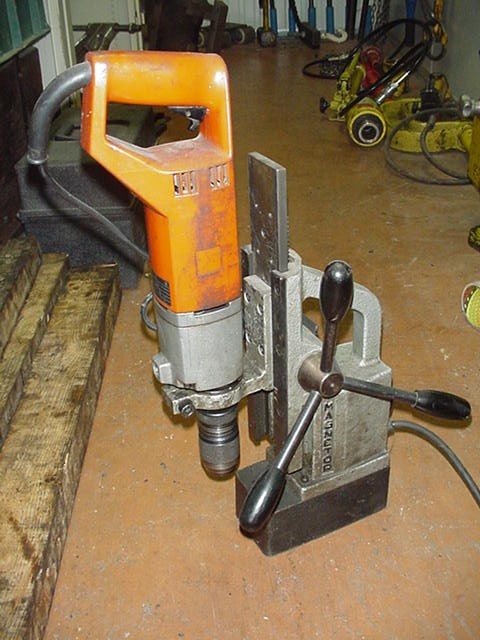
Perceuse à socle magnétique.

C'est une machine-outil composée d'un corps de perceuse traditionnelle montée par l'intermédiaire d'un axe vertical sur une embase magnétique (un électroaimant) qui permet de fixer cette dernière sur les pièces en fer que l'on doit percer. Elle s'utilise principalement en charpente métallique. Cette perceuse peut travailler avec des forets traditionnels équipée d'un adaptateur et d'un mandrin. Mais elle est prévue d'origine pour fonctionner avec des trépan. Du fait de leur conception qui diffère de celle des fraiseuses, les perceuses (dépourvues de cône et de broche) ne permettent pas l'usage de fraises (outils capables de travailler latéralement, et parfois en plongée). Cette perceuse doit toujours être utilisée avec une chaîne de sécurité afin d'éviter les chutes en cas de coupure de courant.

### Perceuse pneumatique

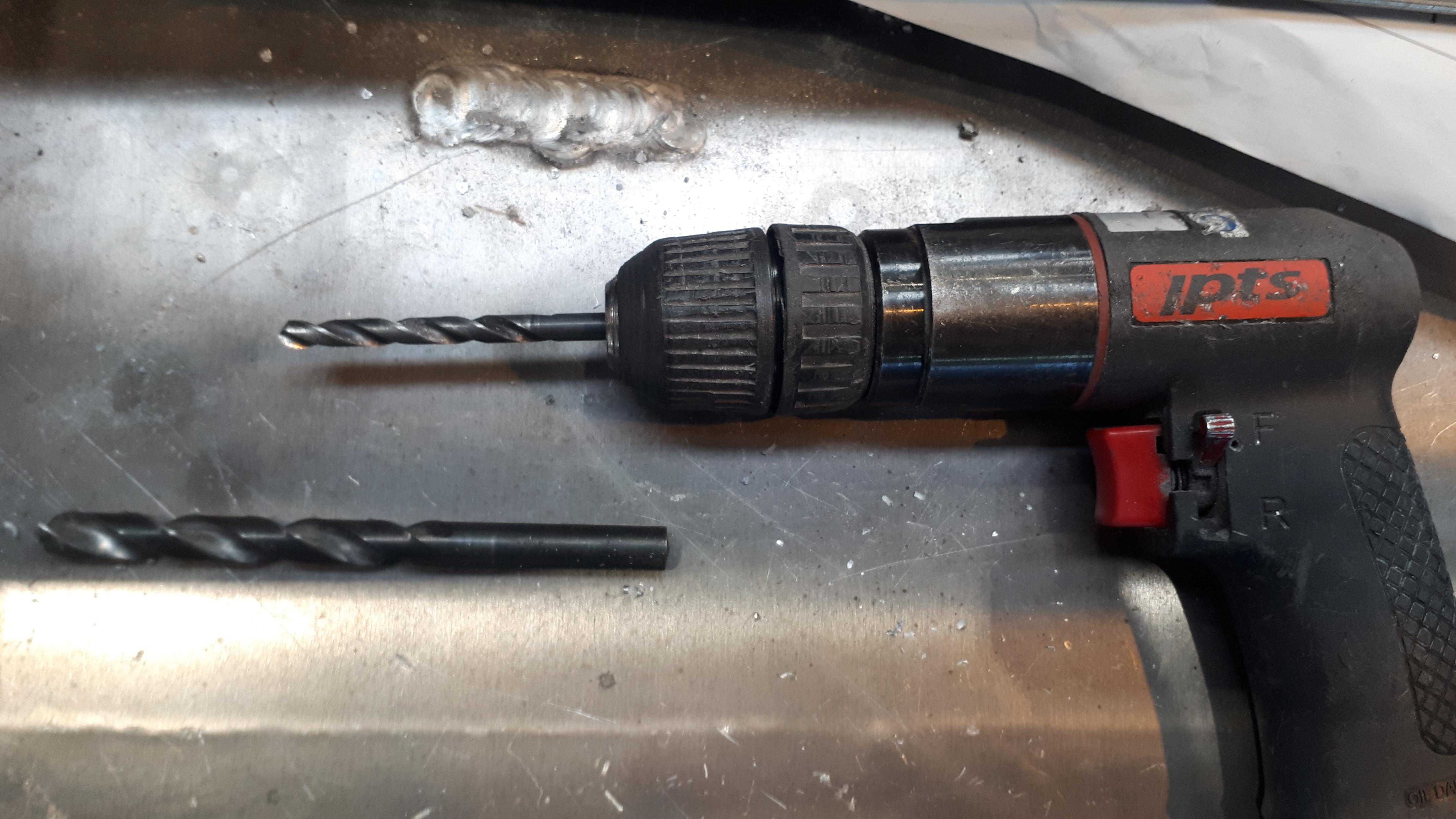
Perceuse pneumatique.

Perceuse utilisant l'air comprimé comme énergie. Elles sont souvent utilisées dans les garages de réparation automobile. Elles nécessitent d’être reliées à un réservoir d'air comprimé par l’intermédiaire d'un tuyau. Légère, elle est idéale pour les perçages de série et pour les perçages de petit diamètre.

### Perceuse multibroche
Il s'agit d'une perceuse (en général fixe, comme une perceuse à colonne) qui possède plusieurs porte-forets permettant de recevoir plusieurs mèches en même temps. Ce type d'appareils permet le perçage simultané de plusieurs trous de diamètres identiques ou différents en des emplacements prépositionnés. Elles sont utilisées dans l'industrie (bois, métal, meuble…).

## Sécurité des machines et prévention des risques professionnels
Les perceuses sont des machines. Les machines, et plus généralement les installations automatisées utilisées dans l'industrie peuvent, si aucune mesure de prévention n'est prise, présenter des risques pour les opérateurs et tierces personnes amenés à les côtoyer. Dans l’Union européenne, d’un point de vue réglementaire, leur conception et leur utilisation doivent être conformes, entre autres :
- à la directive "Machines" 2006/42/CE[3] pour leur conception ;
- à la directive 2009/104/CE[4] qui s’adresse aux utilisateurs de machines.

### Conception des perceuses destinées au marché européen
Conformément aux dispositions de la directive Machines 2006/42/CE, les fabricants doivent réduire les risques dès la conception et respecter les exigences essentielles de santé et de sécurité listées dans son Annexe I.
Pour les aider dans leur démarche, les fabricants pourront s'appuyer sur la norme ISO 12100 "Sécurité des machines - Principes généraux de conception - Appréciation du risque et réduction du risque" qui décrit les principes généraux de conception des machines.

### Utilisation des perceuses sur le territoire européen
Afin de préserver la santé et la sécurité des travailleurs, l’employeur doit s’assurer que les machines sont sûres et conformes et que leur utilisation n’expose pas les salariés à des risques, et ceci dans toutes leurs phases de vie.
À cet effet, il doit réaliser l’évaluation des risques liés à la machine dont les résultats seront transcrits dans le Document unique d’évaluation des risques.
De plus, l’employeur a l’obligation de maintenir la machine en état de conformité (article 4.2 de la directive 2009/104/CE).
Pour les perceuses à colonne, il peut s’appuyer sur la brochure INRS relative à ces machines.

## Constructeurs (2015)
- AEG (propriété de Techtronic Industries-TTI  Hong Kong)
- Black & Decker ( États-Unis)
- Bosch ( Allemagne)
- Festool ( Allemagne)
- Hilti ( Liechtenstein)
- Hitachi ( Japon)
- Makita ( Japon)
- Metabo ( Allemagne)
- Peugeot ( France)
- Ryobi ( Japon)